# سیارک ۲۵۶۹۰
سیارک ۲۵۶۹۰ (به انگلیسی: 25690 Iredale، نامگذاری:2000AP123)۲۵۶۹۰مین سیارک کشف شده‌است که در ۰۵ ژانویه ۲۰۰۰ کشف شد.